# Nyromansk stil

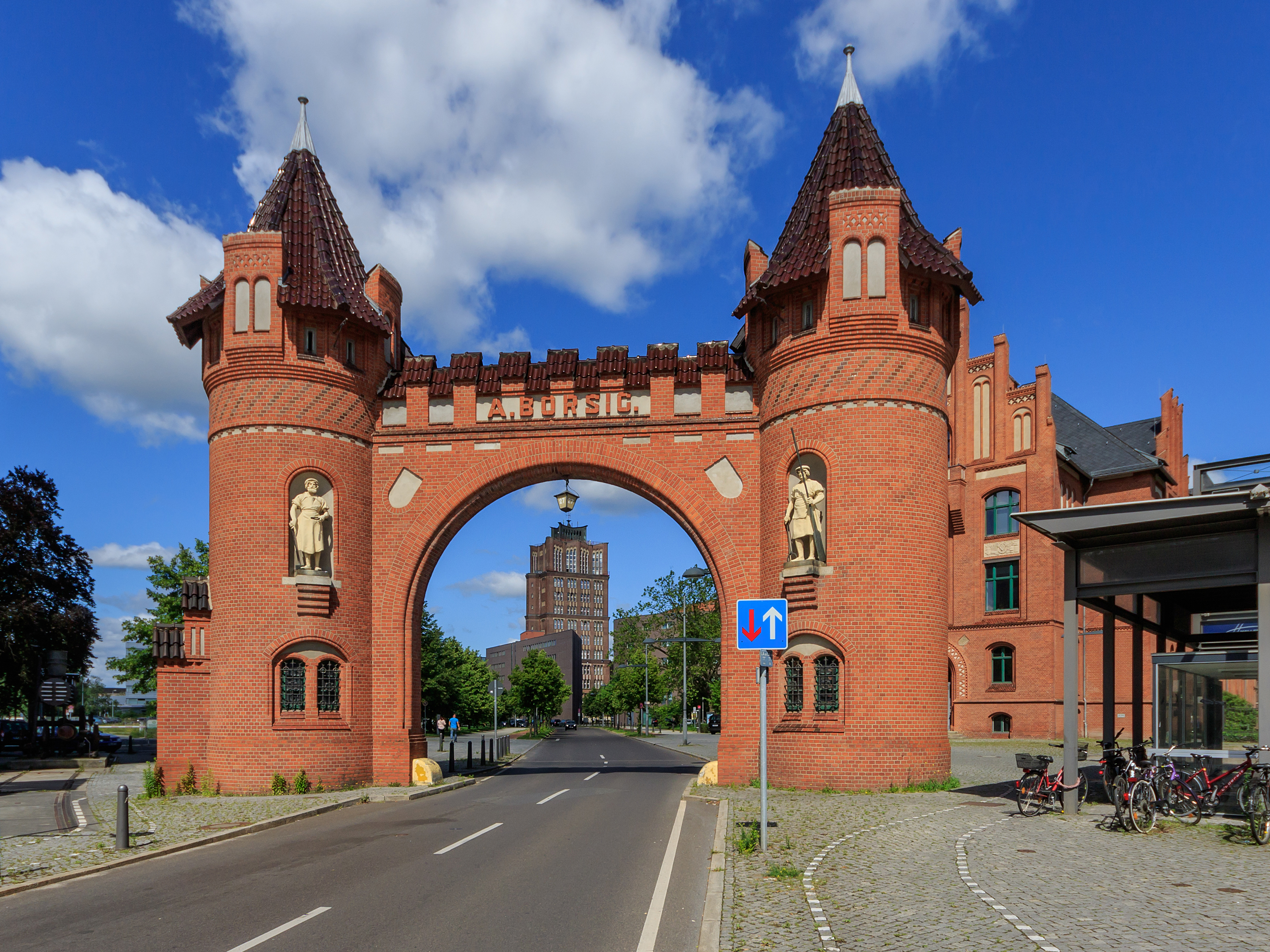
Den tidigare fanbriksentrén Borsigtor i Berlin, uppförd 1898

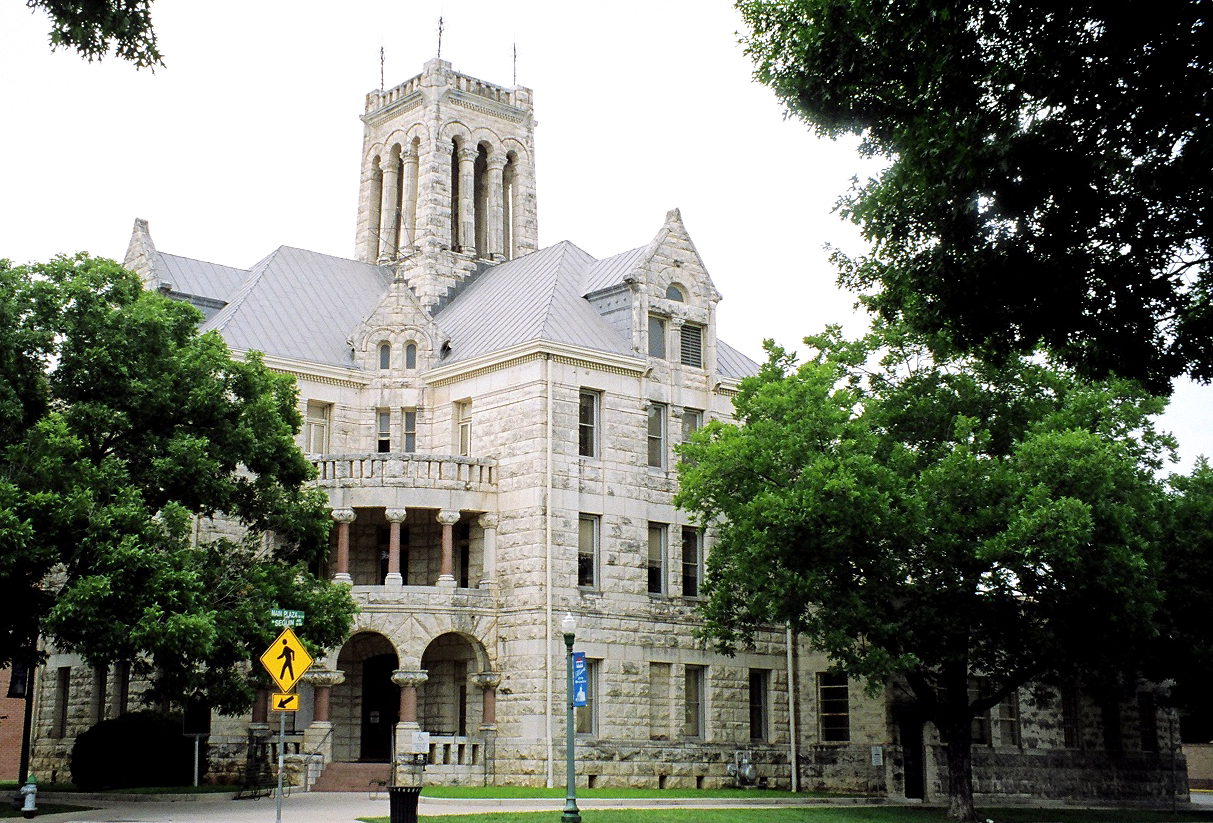
Tingshuset i Comal County, Texas, USA, uppfört 1898

Nyromansk stil, nyromanik, är en av 1800-talets historiserande nystilar i arkitektur.
Nyromanikens formspråk går tillbaka på den romanska arkitekturen och präglas bland annat av rundbågen. Till skillnad från nygotiken används inte ribbvalv.